# Emil Cioran
Emil Cioran (født 8. april 1911, død 20. juni 1995, Paris) var en rumænsk filosof og essayist, som levede i Frankrig.